# Catherina Hellbach

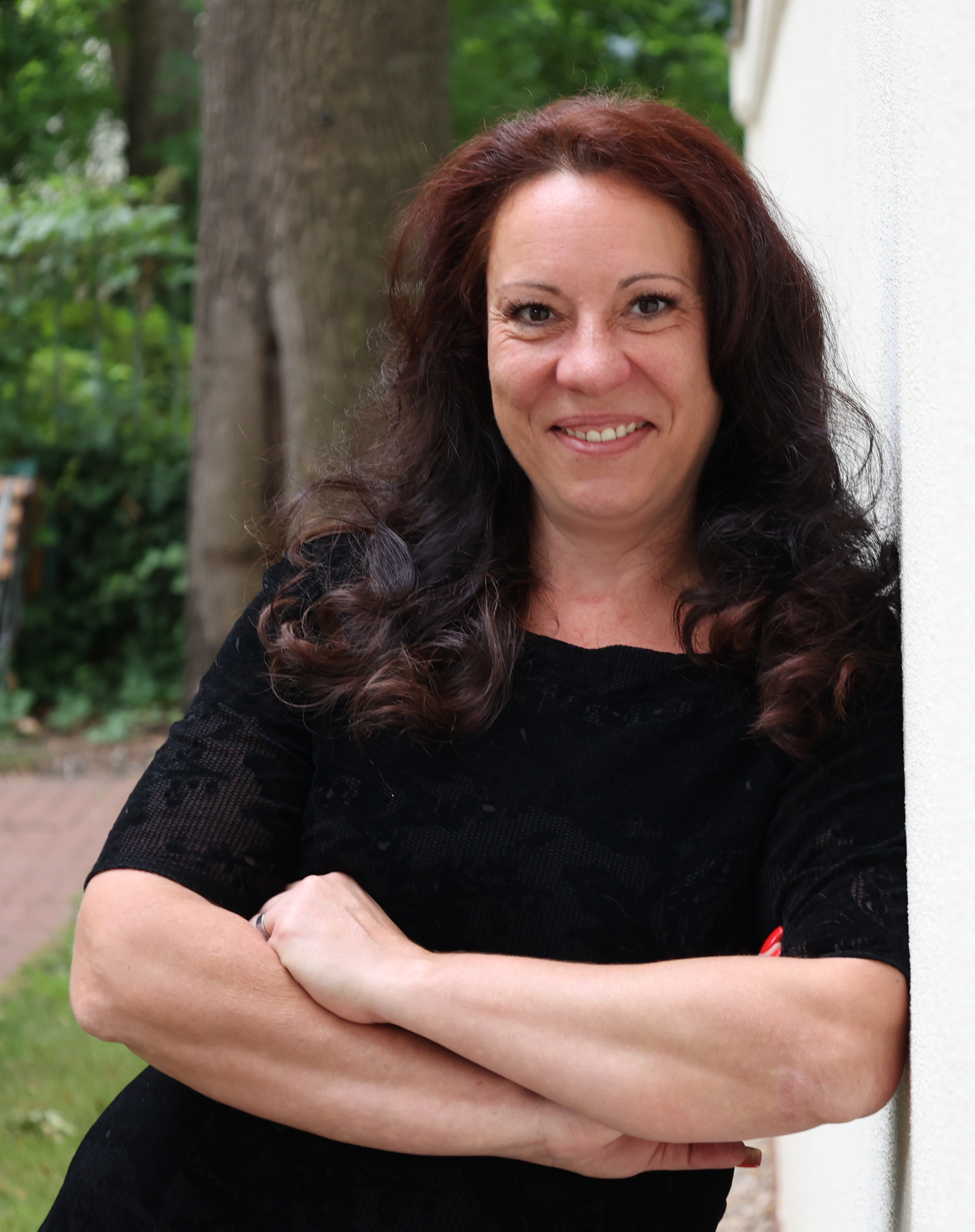
Catherina Hellbach

Catherina A. Hellbach (* 1975 in Berlin) ist eine deutsche Rechtsanwältin und Schauspielerin.

## Leben
Catherina Hellbach studierte Rechtswissenschaften in Berlin und Greifswald und war während ihres Referendariats von 2001 bis 2003 im Kammergerichtsbezirk Berlin tätig. Sie bestand ihre beiden juristischen Staatsexamen.
Nach ihrem Studium wurde sie 2003 zur Rechtsanwältin zugelassen. Seit 2007 ist sie mit ihrer eigenen Kanzlei in Berlin selbstständig.
Seit 2012 ist sie in der Fernsehserie Anwälte im Einsatz zu sehen.
Catherina  Hellbach hat zwei Kinder, die 2009 und 2013 geboren wurden.

## Filmografie
- 2012: Familienfälle
- 2012–2015: Anwälte im Einsatz